# Wik-mungkan
Wik-mungkan är ett australiskt språk som talades av 840 personer år 1996. Wik-mungkan talas i Queensland. Wik-mungkan tillhör de pama-nyunganska språken.